# Chimp Spanner
Chimp Spanner ist ein instrumentales Solo-Projekt des britischen Musikers Paul Antonio Ortiz aus Colchester, welches Progressive- und Technical-Death-Metal mit Ambient verbindet. Seit 2011 existiert auch eine feste Live-Besetzung.
Der Name des Projektes leitet sich von dem 1997 erschienenen Lied Monkey Wrench der Foo Fighters ab. Dabei verwendete Ortiz die Synonyme „Chimp“ (englisch für „Schimpanse“) für „Monkey“ (englisch für „Affe“) und „Spanner“ für „Wrench“ (beides englisch für „Schraubenschlüssel“). Aufgrund dessen stellt das Logo auch einen Affenkopf dar, unter dem sich zwei übereinander liegende Schraubenschlüssel befinden. Den Namen benutzte Ortiz das erste Mal kurz vor der Gründung seines Projektes als Benutzernamen auf der Online-Plattform SoundClick.

## Geschichte
Die Entstehung von Chimp Spanner beginnt bereits in jungen Jahren: Als Kind einer britischen Mutter und eines amerikanischen Vaters wächst Paul Ortiz bereits in einer sehr musikalischen Familie auf, da beide Elternteile Musiker sind. Im Alter zwischen vier und fünf Jahren beginnt er mit dem Klavierspielen und nimmt bereits im Alter von acht Jahren die ersten Lieder mit Hilfe einer Digital Audio Workstation auf. Im Jahre 1998 fängt er an Schlagzeug zu spielen, anschließend lernt er das Spielen des Basses. Kurz vor Ende des College, im Alter von 16 Jahren, erlernt Ortiz das Gitarre spielen, aufgrund dessen er sein Instrumental-Projekt Chimp Spanner gründet.
Im Jahre 2004 veröffentlichte Paul Ortiz sein Debütalbum Imperium Vorago, welches er selbst zu Hause am eigenen PC aufgenommen und gemastert hatte. Zwischen 2005 und 2007 lud er immer wieder neue Lieder auf verschiedene Internetplattformen hoch, unter anderem den drei-teiligen Song Terminus. Im Sommer 2008 verkündete er, seinen Job in Cambridge gekündigt zu haben und zurück nach Colchester gezogen zu sein, von wo aus er Mastering für andere Musiker und Bands anbot, um sich seinen Unterhalt zu verdienen.
Im Dezember 2009 wurde mit At the Dream’s Edge das zweite Studioalbum Chimp Spanners’ veröffentlicht, welches über die offizielle Website der Band auch als CD erhältlich war. Im März 2010 gab Ortiz bekannt, bei dem britischen Label Basick Records einen Plattenvertrag unterschrieben zu haben, über das At the Dream’s Edge einen Monat später wiederveröffentlicht wurde. Zudem gab er bekannt, demnächst auch live auftreten zu wollen. Bei einem Konzert zum fünfjährigen Bestehen von Basick Records spielte die Band das erste Mal live, welches für Ortiz das erste seines Lebens darstellte. Im Oktober desselben Jahres spielten Chimp Spanner neben der befreundeten Band Monuments als Headliner auf dem in Köln stattfindenden Euroblast Festival. Bei beiden Konzerten halfen die Mitglieder von Monuments als Live-Besetzung aus, in dessen Gegenzug Ortiz als Live-Gitarrist im Monat darauf auf deren Europa-Tour mit Winds of Plague, Stick to Your Guns und For Today auftrat. Ende Dezember 2010 veröffentlichte Basick Records das erste Album Chimp Spanner’s Imperium Vorago auf iTunes, welches zuvor nicht mehr offiziell erhältlich war.
2011 gab Ortiz bekannt, mit dem Gitarristen Jim Hughes, dem Monuments-Bassisten Adam Swan und dem Schlagzeuger Boris Le Gal, mit welchem Ortiz zwei Jahre zuvor ein Musik-Projekt mit dem Namen Blessed Inertia gegründet hatte, eine Live-Besetzung gefunden zu haben. Es folgten mehrere kleine Touren mit unter anderem Tesseract, Uneven Structure und Cynic durch Europa einschließlich Großbritannien.
Im Februar 2012 veröffentlichte die Band mit All Roads Lead Here ihre Debüt-EP, welche zusätzlich, neben der herkömmlichen CD, auch als Schallplatte mit Bonus-Tracks erstanden werden konnte. Zwischen Juli und August desselben Jahres spielten Chimp Spanner gemeinsam mit Jeff Loomis, The Contortionist und 7 Horns 7 Eyes ihre erste Tour durch Nordamerika. Da er sein herkömmliches Line-up nicht mitnehmen konnte, verpflichtete er den Gitarristen der Band Ordinance Gregory Macklin und den Schlagzeuger Anup Sastry (Skyharbor, Intervals) für die Amerika-Tour. Beide spielten während der Tour ebenfalls in der Live-Besetzung für Jeff Loomis.
Zurzeit arbeitet Ortiz am dritten Studioalbum.

## Stil
Der Stil von Chimp Spanner ist ein Mix aus modernem Metal und elektronischer Musik. Neben Vertretern des Progressive Rocks und -Metals zählt Ortiz auch Pioniere der Synthesizer-Musik zu seinen Einflüssen, wie zum Beispiel den griechischen Musiker Vangelis oder den britischen Künstler und Musikproduzenten Brian Eno. Die Band gilt auch als fester Bestandteil der Djent-Szene.

## Diskografie

### Alben
- 2004: Imperium Vorago (Eigenvertrieb)
- 2010: Imperium Vorago (Rerelease, Basick Records)
- 2009: At the Dream’s Edge (Eigenvertrieb)
- 2010: At the Dream’s Edge (Rerelease, Basick Records)

### EPs
- 2012: All Roads Lead Here (Europa: Basick Records, Nordamerika: Prosthetic Records)